# 에페소스 공의회

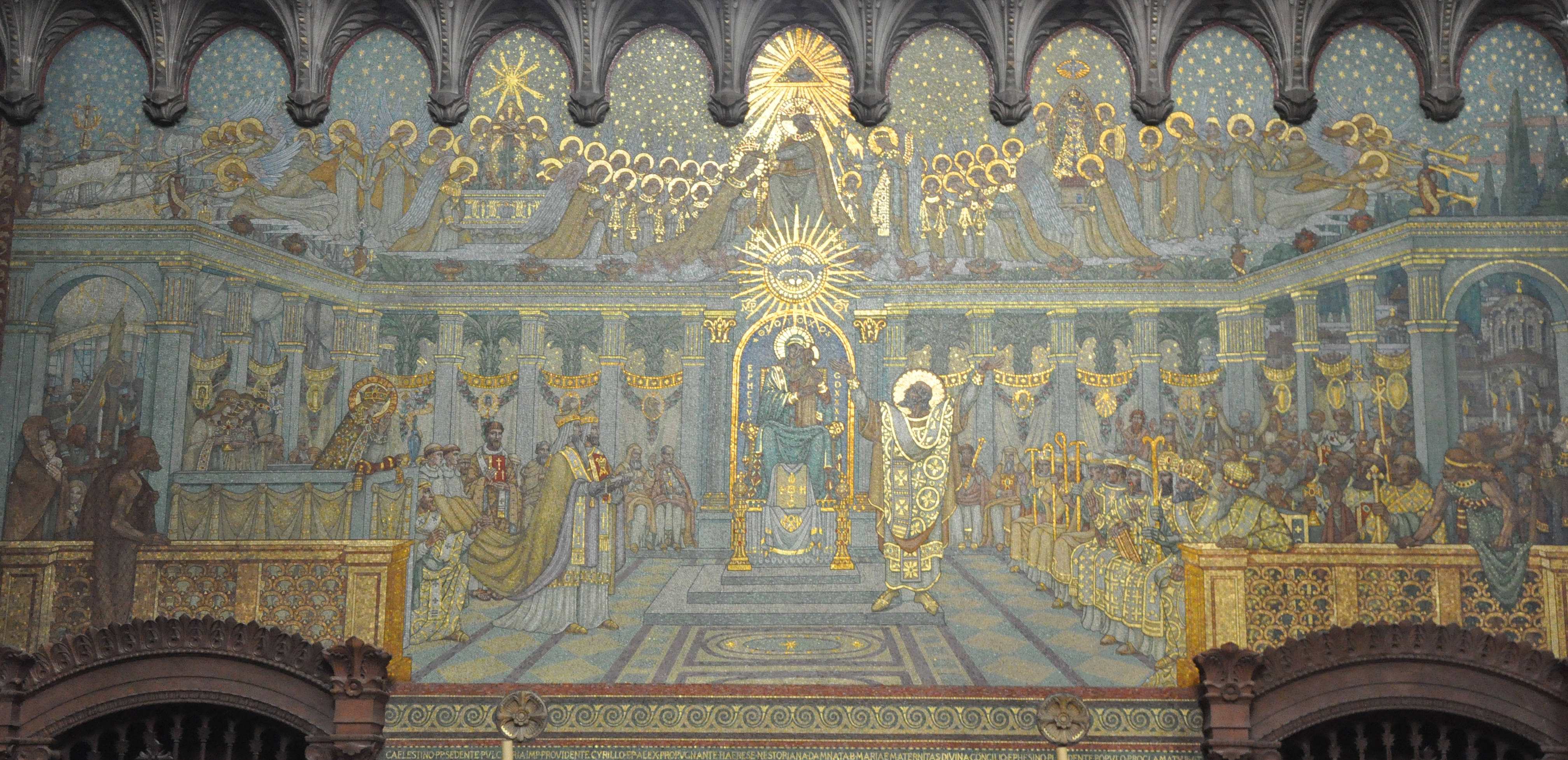
에페소스 공의회

에페소스 공의회, 에페소 공의회 또는 에베소 공의회(라틴어: Concilium Ephesinum)는 431년 에페소스 (오늘날의 튀르키예 셀추크)에서 열린 기독교 공의회라고도 한다.
이 공의회는 431년 6월 22일부터 에페소스의 테오토코스 성당에서 열렸다.

## 공의회의 배경과 진행
4세기에서 5세기에 접어들면서 예수 그리스도에 대한 입장 논쟁은 알렉산드리아 총주교 키릴루스와 콘스탄티노폴리스 대주교 네스토리우스의 논쟁이 중심이었고, 기독교를 양분시킨 이 논쟁은 과거의 알렉산드리아 학파와 안티오키아 학파의 갈등에서부터 비롯된 뿌리깊은 것이었다. 논쟁의 쟁점은 예수가 신성을 지닌 채 태어났다는 주장에 따라 '신성을 지닌 탄생'인 테오토코스(Theotoskos)를 확인하였다. 즉, 신성을 지니고 태어난 예수로 인해 신성을 지닌 예수를 낳은 마리아는 거룩한 어머니, 성모(聖母)라 부를 수 있다. 예수의 신성(神性)을 강조하여 '테오토코스'에 찬성했던 키릴루스와는 달리, 네스토리우스는 아리우스주의(예수의 신성을 부정함) 및 아포리나리우스주의(예수는 인간의 영혼을 가지지 않고 신의 영혼밖에 가지고 있지 않다)에 논박하는 관점에서 예수의 인성과 신성을 완전히 독립된 두 개의 휘포스타시스(자립존재)가 병존하고 있는 것으로 해석했고, '테오토코스'보다는 '크리스토토코스' 즉 '그리스도의 탄생'이라 불러야 합당하다고 주장했던 것이다.
이러한 네스토리우스의 교설은 테오토코스의 양자론(養子論)과도 흡사한 것으로 평가되고 있으며, 키릴루스는 이에 예수는 신성과 인성이 독립되어 있지 않고 하나로 합쳐진 휘포스타시스라며 반박했다. 휘포스타시스는 본성이 아닌 위격(位格)에 있다는 것은 사베리우스주의를 배척한 안티오키아 공의회에서 이미 교리로 확정된 것이었으며, 「로고스(언어)」나 「독생자」 같은 신성을 나타내는 명사(名詞)의 주어와 인성을 나타내는 술어로 이루어진 명제가 성경 및 전례문에도 존재한다는 것이 언급되었던 것이다(이것은 테오토코스 논쟁으로 알려져 있다).
결국 교회가 분열될 위기에 처하자, 비잔티움 황제 테오도시우스 2세에 의해 공의회가 소집되었다. 그러나 회의 기간 동안 혼란은 여전히 지속되었으며, 신변의 위협을 느끼던 네스토리우스는 자신을 지지하는 주교들이 올 때까지 회의에 참가하는 것을 거부했다. 네스토리우스를 지지하던 주교들은 뜻하지 않게 교통 문제로 회의 참석이 늦어졌고, 그 틈을 타서 자신을 지지하는 주교들과 함께 먼저 에페소스에 도착한 키릴루스가 공의회를 주도했다. 공의회는 키릴루스를 지지하는 쪽으로 기울었고 네스토리우스는 교리 논쟁에서 패했을 뿐 아니라, 그에 대한 배척이 결정되었다. 네스토리우스를 지지하던 안티오키아 총대주교 요하네스와 그 지지자들이 키릴루스 일파를 탄핵하고, 다시 로마에서 교황 첼레스티노 1세가 보내온 사절이 요하네스 일파를 파문하는 등 신학적이고 정치적인 다양한 간섭으로 공의회는 혼란스러웠다.
최종적으로 니케아에서 결정된 니케아 신조를 재확인한 이 회의에서 '테오토코스'를 적합한 것으로 인정되어, 잠정 조치로나마 네스토리우스는 배척당했다. 에페소스 공의회로 생겨난 갈등을 해소하기 위해 433년에는 알렉산드리아 학파와 안티오키아 학파가 네스토리우스의 파문을 받아들이고 합동 신조를 발표하면서 키릴루스 일파와의 화해가 이루어졌지만, 네스토리우스는 테오도시우스 2세에 의해 아라비아의 페트라로 추방당했고 451년 수도원에서 한을 풀지도 못하고 죽었다. 그의 신학을 따르는 중동 등 동방 지역에서 선교 활동과 신학 교육을 벌였으며, 중국에까지 전해져 경교(景敎)라는 이름으로 성행하였다.
오늘날 네스토리우스파는 이라크의 아시리아 동방 교회 및 그 분파인 인도의 토머스 교회(마라발파)로 계승되고 있다.

## 키프로스 정교회의 독립
안티오키아 총대주교의 반대에도 불구하고 제논 황제의 칙령에 따라 키프로스 정교회의 독립이 승인되었다. 에페소스 공의회가 소집되기 전에 안티오키아 총대주교가 키프로스 교회의 독립권을 폐지하려고 하자 키프로스의 사제단이 일제히 비판하고 나섰다. 공의회는 키프로스 교회의 독립권을 규범 제8조로 비준했다.

## 같이 보기
- 제2차 니케아 공의회

## 참고 자료
- 《기독교인물사상사전》/토미 레인 지음/박도웅외 공역/홍성사[쪽 번호 필요]